# Stanley Cortez
Stanley Cortez, nacido como Stanislaus Krantz (Nueva York, 4 de noviembre de 1905 - Los Ángeles, 23 de diciembre de 1997) fue un director de fotografía estadounidense.
Entre los trabajos más importantes de una carrera que abarca casi cuarenta años destacan El cuarto mandamiento (1942) y Desde que te fuiste (1944), por la que fue nominado al Óscar a la mejor película, la obra maestra del gótico La noche del cazador (1955), única película como director de Charles Laughton, el melodrama Las tres caras de Eva (1957) y la visión de futuro Corredor sin retorno (1963), dirigida por Samuel Fuller.

## Premios y distinciones
Premios Óscar
| Año  | Categoría                          | Película              | Resultado |
| ---- | ---------------------------------- | --------------------- | --------- |
| 1943 | Mejor fotografía en blanco y negro | El cuarto mandamiento | Nominado  |
| 1945 | Mejor fotografía en blanco y negro | Desde que te fuiste   | Nominado  |